# 勘定帳
勘定帳（かんじょうちょう）とは、米や大豆、金・銀などの収支決算を行うために作成した会計帳簿の1つ。諸藩や商家など民間でも用いられたが、狭義においては江戸幕府から派遣された代官が勘定所に報告するために作成した各種帳簿を指す。
幕府で採用されていたものには大きく分けて3つあり、地方勘定帳（じかたかんじょうちょう）は、年貢・小物成・運上・冥加などの出納・皆済後決算を扱う。御金蔵勘定帳（おかねぐらかんじょうちょう）は、年貢以外の出納、すなわち行政経費などの出費、諸手当の支給、拝借金などを扱った。年貢勘定帳（ねんぐかんじょうちょう）は村方と代官の間で用いられ、村請年貢を村内高持百姓に割り付けてその収支を計算したものであった。
勘定帳の本体は厚程村紙・袋綴で小口紙張り、寸法は長さ1尺4寸・横7寸6分・綴目外7分の様式が定められていた。地方勘定帳は翌年の10月までに提出を義務付けられ、特別な事情がある場合でも3年以内に勘定仕上げをして下勘定所に提出し、監査を経たのちに老中・若年寄・勘定吟味役・勘定奉行・勘定組頭らの前で代官が改めて収支報告をする地方総勘定が行われ、勘定吟味役・勘定奉行・勘定組頭の奥書と老中・勝手掛担当の若年寄による奥印、勝手方老中の綴目印と調印を行って代官に返却された。